# تل زرعة
تلّ زَرعة، هو موقع أثري يقع في شمالي الأردن في محافظة إربد، على بُعد 4 كم جنوب المدينة الأثرية أم قيس. تم اكتشافه حديثًا في عام 2003، على يد فريق باحثين ألمان. يعود تاريخ هذا المكان للألف الرابعة قبل الميلاد في بدايات العصر البرونزي، وبقي الاستيطان البشري فيها للعهد العُثماني.

## الموقع

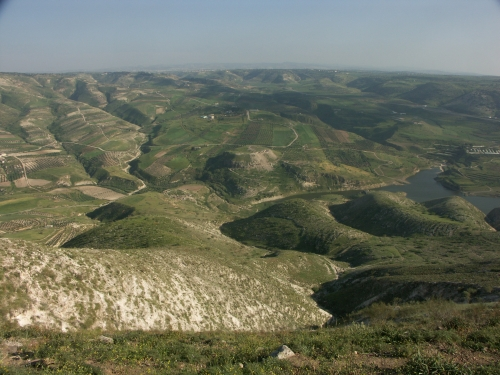
منطقة وادي العرب وتل زرعة في ربيع عام 2007

يقع تل زرعة على بعد حوالي 4.5 كيلومتر (2.8 ميل) جنوب غرب مدينة جدارا القديمة في شمال الأردن إحدى مدن الديكابوليس أو حلف المدن العشرة، عند ملتقى وادي العرب ووادي الزهار أحد روافده. يبلغ ارتفاع التل قرابة 25 مترًا (82 قدمًا) فوق المنطقة المحيطة به، وقد بنيت المستوطنات على قمة التل الذي تكوّن من الحجر الجيري الطبيعي، والذي يبلغ قطر قاعدته حوالي 240 مترًا (790 قدمًا)، بينما يبلغ قطر الهضبة 160 مترًا (520 قدمًا). ويتراوح سمك الطبقات الثقافية بين 12 مترًا (39 قدمًا) و15 مترًا (49 قدمًا). ويوجد في وسط التل بئر ارتوازي كان يوفر المياه بكثرة، لكنه جف في السنوات الأخيرة بسبب إفراط أصحاب مزارع الزيتون المحيطة به في ضخ مياه البئر إلى أراضيهم. تُحيط بالتل تدرجات صخرية شديدة الانحدار على جانبيه الشرقي والشمالي، ويوفر الجانب الجنوبي من المرتفع أفضل فرصة للتغلب على فرق الارتفاع البالغ 22-25 مترًا بشكل مريح عبر مسار صاعد بطول 150 مترًا (490 قدمًا) يتجه من الغرب إلى الشرق. تعرضت المنطقة الشمالية من التل للتجريف لإقامة بستان زيتون جديد، مما أدى إلى إلحاق أضرار بالغة بالبقايا الأثرية الموجودة بها.

## لمحة تاريخية
تحتوي منطقة تل زرعة على شواهد تدل على الاستيطان البشري المنطقة على مدار أكثر من 5000 عام دون أي فجوات ثقافية تقريباً، وعند النقطة التي يلتقي فيها المجال الثقافي السوري مع المجال الثقافي الفلسطيني. ويمكن لطبقاتها المستمرة تقريبًا من العصر البرونزي المبكر وحتى الفترات الإسلامية أن توضح تاريخ منطقة شمال شرق الأردن.

### في العصر البرونزي المبكر
أظهر المسح الأثري والجيوفيزيائي لمرتفعات تل زرعة وجود تركيزًا عاليًا من الفخار الذي يعود للعصر البرونزي المبكر في المنطقة الأولى. ومع هذا فقد أدى حفر الطبقة الخارجية فقط إلى الكشف عن جدار تحصين ضخم يعود للعصر البرونزي المبكر ويبلغ ارتفاعه 2.2 مترًا في الخندق المدرج خلف سور المدينة الذي يعود للعصر البرونزي المتأخر.

### في العصر البرونزي الوسيط
اكتشفت حتى الآن بقايا طبقتين تعودان للعصر البرونزي الوسيط، وكانت هذه البقايا لمباني سكنية تقع في نفس الجزء من المنطقة الأولى على بعد 2 متر تحت جدار الكاسمات الذي يعود للعصر البرونزي المتأخر. في الوقت الحالي، لا يمكن تحديد أي شيء عن ثقافة العصر البرونزي الوسيط قبل مستوى العصر البرونزي المتأخر الذي لم يتم التنقيب عنه بعد، على الرغم من استمرار عمليات التنقيب في المزيد من الطبقات. يُعدّ تل زرعة موقعًا فريدًا من نوعه في شمال الأردن حيث يفتح المجال لمزيد من الحملات الكشفية والدراسات الأثرية التي تتيح الفرصة لمراقبة الانتقال من ثقافة العصر البرونزي الأوسط إلى ثقافة العصر البرونزي المتأخر.

### في العصر البرونزي المتأخر

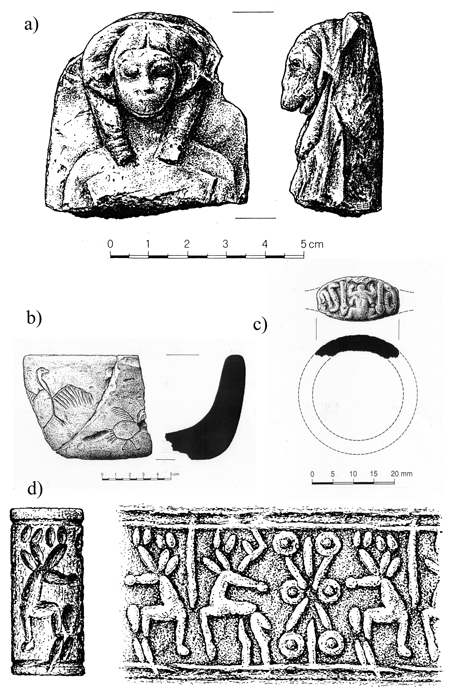
بعض مكتشفات موقع تل زرعة في عام 2007

كانت هناك ثلاث مستوطنات على الأقل قائمة على تل زرعة في أواخر العصر البرونزي (القرنين الرابع عشر والثالث عشر قبل الميلاد)، ومع هذا لا يمكن في الوقت الحالي الكشف إلا عن أحدث طبقات العصر البرونزي المتأخر. تشير العديد من الملاحظات إلى أن المرتفع كان مركزًا لدولة مدنية في العصر البرونزي المتأخر حيث التحصينات القوية، والهندسة المعمارية الضخمة، والنسبة العالية (5٪) من الفخار المستورد من قبرص واليونان، بالإضافة إلى العديد من الاكتشافات الفردية الأخرى الجديرة بالملاحظة. كان أبرز بناء عُثر على بقاياه في هذه الطبقة هو جدار الكاسمات الضخم الذي كان يُحصن المستوطنة في الجانب الشمالي الغربي. وقد أشارت عينة الفحم المأخوذة من بقايا الجدار المنهارة بعد تحليلها باستخدام الكربون المشع إلى أن تاريخ الجدار يعود بنسبة 95.4% إلى الفترة ما بين عامي 1450 و1300 قبل الميلاد. حُفرت ست غرف في الجدار، حيث تنتهي ثلاث قنوات تصريف آتية من المنطقة السكنية في أحد أطراف جدار الكاسمات، والتي كانت مغطاة في الأصل بألواح حجرية مسطحة. كانت المياه تتدفق عند هذه النقطة إلى حوض نصف دائري، حيث يتم تصريفها إلى عمود عميق شبه دائري مبطن بالحجارة المكسورة. تحل القنوات الثلاث محل قناة أقدم من طبقة العصر البرونزي المتأخر الأوسط والتي كانت مغطاة بكاسمات سور المدينة الذي يعود طبقة العصر البرونزي المتأخر الأحدث. وإلى الجنوب من جدار الكاسمات، اكتشف برج كبير مقسم من الداخل إلى غرفتين مرصوفتين بالحصى الصغيرة. كانت الغرفة الشمالية، والتي ربما كانت تستخدم للحراسة، متصلة بالجزء الجنوبي من جدار الكاسمات. كما قُسمت الغرفة الجنوبية في مرحلة بناء لاحقة بجدار صغير ذو قاعدتين من الأعمدة. ربما كانتا في الأصل تدعمان أعمدة خشبية لحمل السقف. قد يكون الحجر الكبير المصمم على قاعدته والمدبب من الأعلى الموجود في هذه الغرفة عبارة عن مزيبي (حجر عبادة). يشير هذا الاكتشاف والتصميم الخاص للغرفة إلى أنها كانت بمثابة ممر صغير للبوابة.
وفي أثناء عمليات التنقيب التي جرت في ربيع عام 2006، عُثر على هياكل المنازل المحلية الأولى داخل جدار الكاسمات، والتي كانت على عكس نظيراتها التي تعود للعصر الحديدي، تتمتع بمخططات أرضية كبيرة، ويشير عرض جدرانها إلى أنها كانت متعددة الطوابق. حتى الآن، تم التنقيب في ثلاثة منازل ذات فناء وأجزاء من مبنيين آخرين ضخمين للغاية يقعان في شمال وجنوب المنطقة. وفي أرضية المبنى الضخم الواقع شمال المنطقة الأولى، والمبني على مساحة متر ونصف في متر ونصف، عُثر على ثلاثة وعشرين ختمًا أسطوانيًا متفاوتة الجودة ونوع الصورة، بالإضافة إلى قلادة فضية مزينة بشكل واقف (أبعادها 5.8 × 3.4 سم)، وتميمة جعران كبيرة (أبعادها 3.7 × 2.4 × 1.4 سم) وعشرات الخرز التي سقطت على الأرض من سطح أعلى ( طاولة أو خزانة أو رف) أثناء تدمير المنزل وتركت متناثرة على الأرض. كما عُثر أيضًا على 39 ختمًا أسطوانيًّا يعود تاريخهم إلى العصر البرونزي المتأخر، وقد صُنع معظمها من الكوارتز ومن النوع الميتاني. تتجلى مدى ثروة المدينة وروابطها التجارية واسعة النطاق في الاكتشافات المتعددة لهذه الفترة مثل الجعران، وتماثيل الطين، والأشياء البرونزية الرائعة، وإناء من الكالسيت منحوت بأشكال طيور، وأواني خزفية مستوردة من مصر تشمل أوعية عليها صور البردي والخواتم ذات الأختام والفخار المستورد من قبرص واليونان.

### في العصر الحديدي الأول
شهدت مستوطنة تل زرعة خلال العصر الحديدي الأول (القرنين الثاني عشر والحادي عشر قبل الميلاد) تغيرًا ثقافيًّا واضحًا جدًا، إذ لم توجد أي تحصينات بالمنطقة خلال هذه الفترة. ومن الواضح أن سكان العصر الحديدي المبكر لم يخلقوا نمط استيطانهم الخاص، بل استخدموا الجدران التي تركها أسلافهم في العصر البرونزي المتأخر. كانت الهندسة المعمارية للمنطقة خلال تلك الفترة مميزة جداً. فمن ناحية، قام سكان المرتفعات بحفر عدة حفر كبيرة لتخزين الحبوب، وقاموا ببناء جدران صغيرة للإسطبلات مع بعض المنشآت وضموا أكواخًا بسيطة إلى الجدران القديمة. ومن ناحية أخرى، عُثر على فرن كبير بشكل استثنائي مصنوع من الطين في وسط المنطقة، بالإضافة إلى مبنى أكبر ذو جدران مبنية بعناية، مكونة من صفين أو أكثر من الحجارة المكسورة، وكان مدخله مرصوفا بالحجارة. ومع هذا فلا نزال بحاجة للكشف عن مساحات أكبر من المبنى قبل التأكد من الافتراض بأن هذا المبنى كان يستخدم إما لأغراض إدارية أو كمبنى سكني لشخص رفيع المستوى. وفي الشمال أيضًا استكشف منزل كبير مكون من أربع غرف في عام 2008. وقد أشارت عينتان من الفحم لهذه الطبقة بعد تحليلهما بالكربون المشع إلى أن هذه البقايا تعود بنسبة 95.4% إلى الفترة ما بين عامي من 1220 إلى 970 قبل الميلاد ومن 1270 إلى 1040 قبل الميلاد.

### في العصر الحديدي
كانت منطقة تل زرعة خلال العصر الحديدي تابعة لما كان يسمى قرى يائير، مثل مستوطنة راموت في جلعاد ومستوطنة كامون، والتي كانت تقع في شمال جلعاد، أي بين جبال عجلون ونهر اليرموك في شرق الأردن. تشير الهندسة المعمارية لطبقة المباني التي تعود للعصر الحديدي (القرنين العاشر والثامن قبل الميلاد) إلى أن عدد سكان التل قد ازداد خلال هذه الفترة وأن المستوطنة طورت طابعًا حضريًا. وعلى الرغم من أن التحصينات المبنية في المستوطنة لم تكن قوية مثل تحصينات العصر البرونزي المتأخر، إلا أن المستوطنة خلال العصر الحديدي الثاني كانت محمية بسور يحيط بالمدينة. وأجريت تعديلات مختلفة على المنازل بحيث أصبح من الممكن التمييز بين مرحلتين للبناء (المبكرة والمتأخرة). حتى الآن، تعطي بقايا مستوطنة العصر الحديدي الثاني الانطباع بأن المنطقة كانت مكتظة بالمباني المعمارية وذات كثافة عالية. لم تكن المباني سكنية فقط، بل مباني عامة أيضًا. وكانت الجدران الخارجية للمنازل تتصل بالجدار المتعرج، مع وجود العديد من المناطق المكشوفة التي تبين أن منازل العصر الحديدي كانت مفصولة عن بعضها البعض بجدار مزدوج بحيث تكون حدود المباني والممتلكات واضحة للعيان. كما عُثر في المنطقة على ثلاثة منازل ومنطقة عامة تنتمي للمرحلة السابقة من العصر الحديدي الثاني. كان أحد هذه المنازل يحتوي على ساحة تتكون من أربع غرف أو أفنية طولية حيث عُثر على فرن معدني مع بوتقة لا تزال في مكانها في الغرفة الجنوبية الشرقية، ومدفأة جيدة البناء وسطح عمل في الغرفة الشمالية الشرقية. وفي الغرفة الجنوبية الغربية اكتشف طابون (فرن)، بينما احتوى الجزء الشمالي الغربي على بعض أوزان النول الطينية وأربعة أفران أخرى من المحتمل أنها استخدمت في وقت واحد. وبالقرب من فناء مرصوف وغرفة أخرى بها ثلاثة قواعد أعمدة عالية مصنوعة من حجارة الحقل، عُثر على وعاء تخزين كبير وحجر عبادة (مزيبي) في الموقع. أشارت عينة الفحم بعد فحصها باستخدام الكربون المشع إلى أن تاريخ منازل هذه الطبقة يعود بنسبة 95.4% للفترة ما بين عامي 1270 و980 قبل الميلاد. تميز تخطيط المباني في المرحلة اللاحقة من العصر الحديدي الثاني بإعادة ترتيب واضحة للمنازل، ولكن دون إعادة بناء سور المدينة. ففي المنطقة العامة، كان مستودع حفر الزيت الذي ينتمي للمرحلة القديمة قد أغلق على ما يبدو، وتحولت حفر التخزين الكبيرة إلى فناء مرصوف بحجارة ضخمة. وقد أشارت عينة الفحم التي فُحصت بالكربون المشع إلى أن تاريخ هذه الطبقة كان يعود بنسبة 95.4% للفترة ما بين عامي 1120 و900 قبل الميلاد. في أما المربعين الشمالي والجنوبي، فقد كانا مكتظين بالمباني المعمارية بكثافة، والتي استُكشفت أربعة منازل منها على الأقل حتى الآن. كان أحد هذه المنازل بمثابة ورشة عمل، إذ تم تأثيثه بمقعد على طول الجدار ومنضدة عمل أسطوانية كبيرة من الحجر الجيري مقطوعة بعناية فائقة ويبلغ قطرها 60 سم. وعلى مقربة من هذا الحجر، عُثر على حوض حجري نصف دائري، ووعائين صناعيين، وحلقة مغزلية، وأداة من الطين على شكل بيضة على الأرضية الرمادية.

### في الفترة الهلنستية المتأخرة – الفترة الرومانية المبكرة
استُخدمت منطقة تل زرعة خلال الفترة الهلنستية وحتى أوائل العصر الروماني (القرن الرابع قبل الميلاد - القرن الأول الميلادي) على الأرجح كمرافق للتخلص من النفايات، ولكنها لم تكن مأهولة بالسكان، كما حُفرت ثلاث حفر كبيرة وتم تبطينها بعناية بالحجارة لتخزين الحبوب.

### في الفترة الرومانية البيزنطية
يمكن تمييز خمسة منازل تعود للفترة الرومانية البيزنطية عُثر عليها في الطبقة العليا من التل، وكان بعضها مزودًا بتجهيزات غرف متقنة. كان هناك أيضًا شارع مرصوف بالحجارة يتبع الخط الكنتوري للمنحدر ويقسم المباني إلى قسم غربي وقسم شرقي. ويشير الجدار السميك القائم من الحجارة المبنية بالنقالات والرؤوس، والذي يمكن رؤيته في منتصف الطريق أسفل المنحدر إلى الشرق من المرتفع، إلى أن المستوطنة كانت محصنة. في الواقع، من الممكن أن يكون تحصين هذه المستوطنة المكتظة بالسكان ضروريًا في القرن الثالث والرابع عندما أصبح الوضع السياسي في فلسطين غير مستقر. وقد تم تأريخ عملتين عُثر عليهما في هذه الطبقة، فكانت إحداهما تعود إلى عهد هادريان (117-138 م)، بينما كانت الثانية تعود للفترة ما بين عامي 400 و450 م.

### في الفترة الإسلامية
أظهر المسح الأثري والجيوفيزيائيّ الذي أجري في عام 2007 لمنطقة تل زرعة أن الهضبة الشاهقة ظلت مأهولة بالسكان خلال العصر الإسلامي، غير أنّ الاستيطان لم يمتد عبر المنطقة بأكملها، بل تركز السكن في هذه الفترة في أماكن محددة مثل المنطقة المحيطة بالنبع (خلال الفترة الإسلامية المتأخرة) ومنطقة أخرى واقعة على الهضبة الجنوبية الشرقية (خلال الفترة الإسلامية الوسطى). ومن المتوقع أن يتم استكشاف هذه المناطق في السنوات المقبلة.

## الأهمية التاريخية

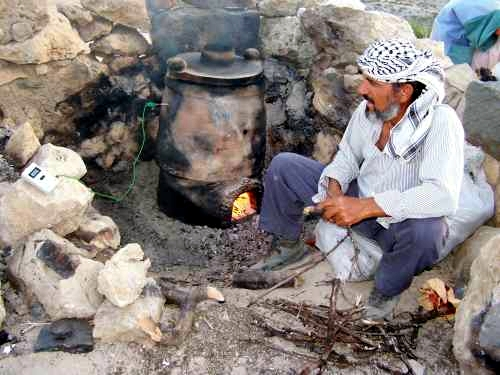
علم الآثار التجريبي 2006 - جزء من مشروع استكشاف منطقة جدارا

تحتوي منطقة وادي العرب على آثار لأنشطة وممارسات بشرية وأماكن استيطان لكافة العصور، والتي يمتد تاريخ أقدمها إلى العصر الحجري القديم. وقد استوطن البشر تل زرعة، وهو الموقع الأكثر أهمية في هذه المنطقة، منذ العصر البرونزي المبكر وحتى عام 1900 إذ يحتوي على أدلة تُشير إلى أنه كان مأهولًا بالسكان على مدى أكثر من 5000 عام دون وجود فجوات زمنية أو ثقافية كبيرة تقريبًا. وهذا يعني أنه من الممكن ملاحظة ليس فقط جميع الحقب الثقافية المختلفة في مكان واحد، ولكن أيضًا التحولات بينها. تراجعت أهمية تل زرعة لبعض الوقت ولم تعد أهم مستوطنة في المنطقة عندما صعدت مدينة جدارا إلى الصدارة. ولكن سرعان ما تراجعت أهمية جدارا في نهاية القرن السابع، وعادت تل زرعة لتكون المستوطنة المركزية مرة أخرى. كانت منطقة تل زرعة تستمد أهميتها التاريخية من ثلاثة أمور أولها هو وقوعها في منطقة ذات تربة خصبة يحيط بها واديان يحملان المياه العذبة (وادي العرب ووادي الزهار)، وأما ثانيها فهو البئر الارتوازي النشط الذي يتوسطها ويضخ المياه العذبة إلى أعلى التل. وقد كانت هذه ظاهرة مفيدة وعجيبة، وعاملاً مهماً جداً في زيادة أهمية الموقع الاستراتيجية. أمّا ثالثها، فهو الموقع الاستراتيجي للتل على طول طريق تجاري قديم ومهم للغاية يصعد من مسافة 290 متراً تحت سطح البحر في وادي الأردن إلى منطقة إربد-الرمثا على ارتفاع حوالي 1000 متر. يرتفع التل عن سطح البحر 560 مترًا، ويمكن الوصول إليه عبر وادي العرب دون الحاجة لسلك ممرات شديدة الانحدار أو ضيقة. وهذا يجعل وادي العرب طريقًا مثاليًا، حيث يربط طرق التجارة على طول البحر الأبيض المتوسط عبر وادي الأردن مع شرق الأردن، وإلى الشمال الشرقي، مع دمشق وبلاد ما بين النهرين. ولا يقل أهمية عن ذلك الطريق المختصر الذي يمر عبر حوران إلى الشرق ووسط بلاد ما بين النهرين، والذي يستخدم منذ الألفية الخامسة قبل الميلاد.

## اكتشاف الموقع

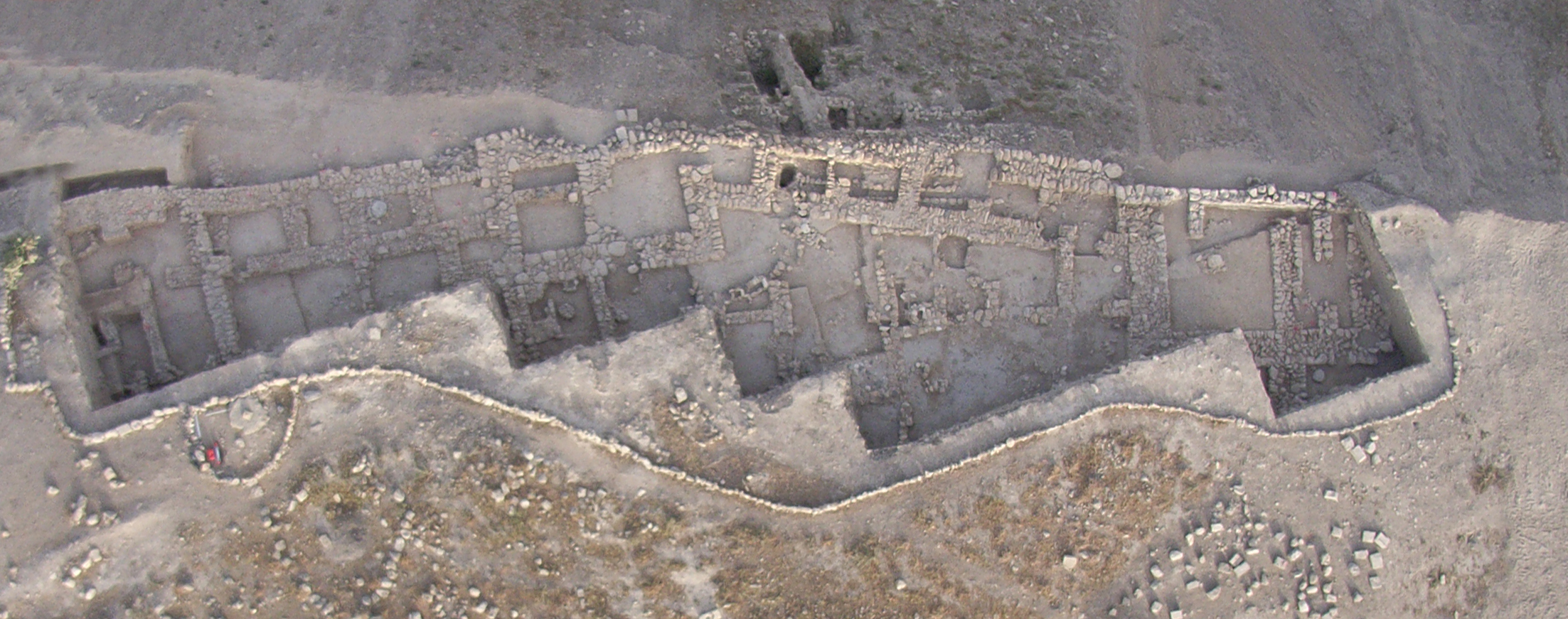
المنطقة الأولى من تل زرعة في ربيع 2008 (1100 متر مربع)

في عام 1885، قام عالم الآثار غوتليب شوماخر بمسح أثري لمنطقة وادي العرب وذكر خلال هذا المسح منطقة تل زرعة، ثُم زار نيلسون جلوك منطقة تل زرعة في عام 1942. وفي مارس (آذار) عام 1978، بدأت دائرة الآثار العامة في الأردن عملية إنقاذ أثرية استمرت لمدة يومين كجزء من مسار مشروع سد وادي العرب. وفي سبتمبر (أيلول) 1983، أعقب ذلك مسح أثري قصير أشرف عليه جي دبليو هانبري تينيسون في منطقة وادي العرب.

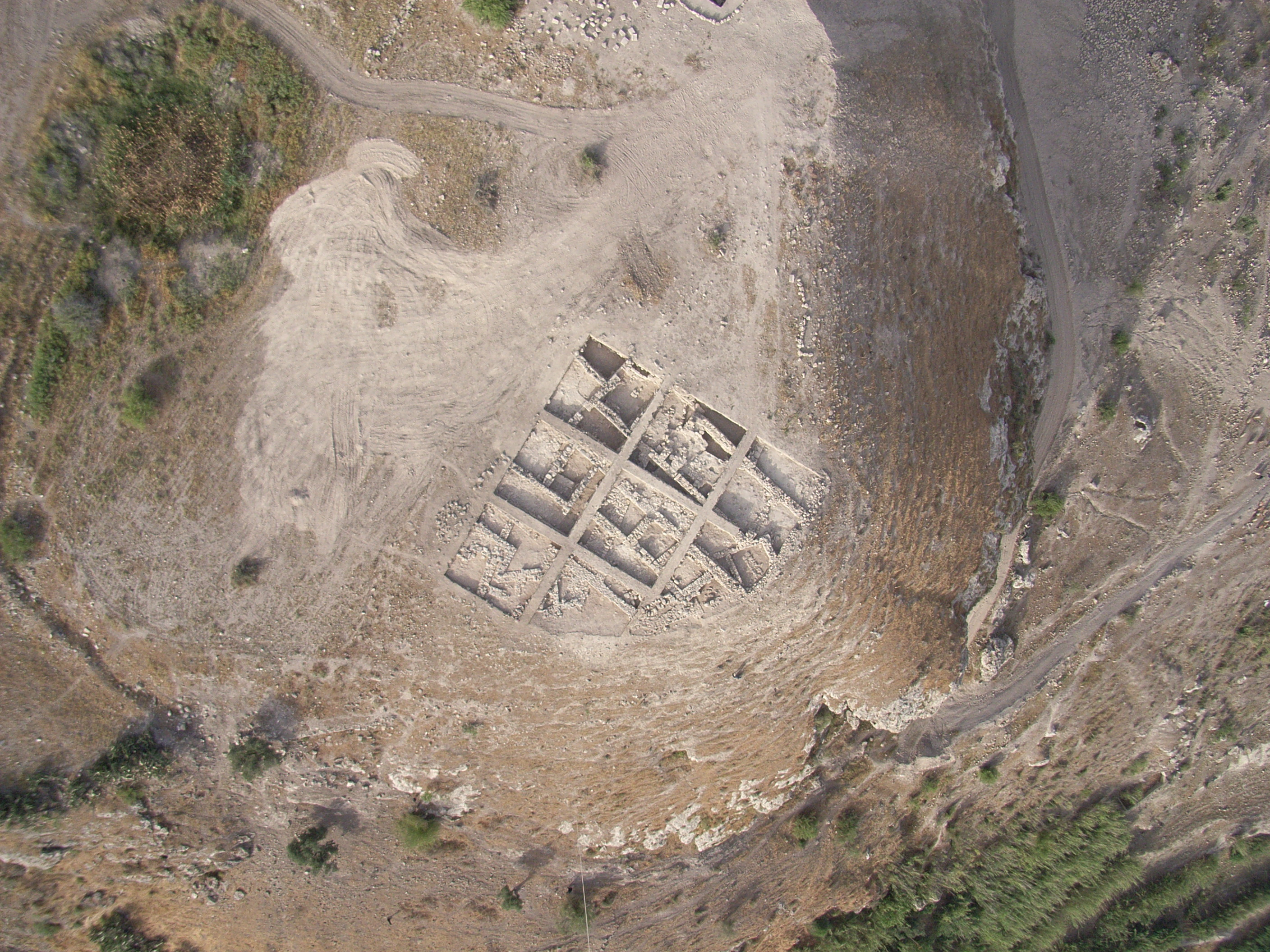
المنطقة الثانية من تل زرعة في ربيع 2008 (825 متر مربع)

بدأ الاستكشاف للمنطقة مُجددًا في عام 2001، بواسطة المعهد الإنجيلي للآثار في فوبرتال في ألمانيا، وتحت إدارة ديتر فيوجر.
ومنذ عام 2003 بدأ المعهد بالتنقيب عن هذا التل والقيام بحفريات سنوية على التل بالتعاون مع المعهد الألماني البروتستانتي للآثار في عمّان، وذلك تحت إشراف الدكتورة يوتا هيسر والبروفيسور ديتر فيفيجر. كان الهدف من تلك الاستكشافات هو البحث في تاريخ منطقة الديكابوليس وأم قيس (جدارا). واستمرت الحفريات على عدّة مراحل، وبقيت لعام 2011.

### عمليات التنقيب في المنطقة الأولى
أظهرت الدراسات وعمليات المسح الأثرية الجيوفيزيائية أن المنحدر الغربي لتل زرعة كان موقعًا يعد بالكثير من الاكتشافات في طبقات التل، ومن ثم افتتحت عمليات الحفر والتنقيب في المنطقة الأولى بالموقع في عام 2003، والتي تم توسيعها في ربيع عام 2008 لمتد على مساحة 1100 متر مربع (12000 قدم مربع). وصل عمق الحفر في المنطقة التي تم التنقيب فيها إلى 4.5 متر (15 قدمًا) من الطبقات الثقافية التي يبلغ سمكها 12 مترًا (39 قدمًا)، وقد اكتشفت في تلك المنطقة بقايا المباني التي تعود للعصر البرونزي المتأخر بالكامل.

### عمليات التنقيب في المنطقة الثانية
افتتحت عمليات الحفر والتنقيب في المنطقة الثانية في ربيع عام 2006. تقع المنطقة الثانية من تل زرعة على إحدى أعلى نقاط الهضبة ويحميها منحدر حاد يتجه إلى الشمال. تم توسيع المنطقة في ربيع عام 2008 لتمتد على مساحة 825 مترًا مربعًا (8880 قدمًا مربعًا)، وقد عُثر فيها حتى الآن على مجمع سكني روماني بيزنطي كبير يتكون من عدة مراحل بناء.

### عمليات التنقيب في المنطقة الثالثة
افتتحت عمليات الحفر والتنقيب في المنطقة الثالثة في جنوب التل عام 2007. وقد عُثر في خندق اختباري، طوله 5 أمتار وعرضه متر واحد كان قد حُفر في عام 2007، على أرضية مرصوفة للفيلا الرومانية مع طريق لباب وحجر مفصل باب (خارج السياق) وحوض لتجميع المياه بالقرب من طريق الباب في الموقع. كان قد عُثر في عام 2001 على صهريج كبير يمكن الوصول إليه من خلال فتحة في السقف، وهو صهريج سطحه الداخلي مغطى ببطانة من الجبس بسمك ثمانية سنتيمترات.

## المُكتشفات
كان من أهم المُكتَشفات الأثرية التي عُثر في منطقة تل زرعة، جدار ضخم كان محيط بالمدينة على التلّ، وكذلك نظام قنوات مياه تقع في جنوب غرب الجدار، تعود لتاريخ 1200-1500 قبل الميلاد. كذلك تم العثور على آلاف القطع الفخّارية، والأدوات البشرية، وكذلك بعض التماثيل، والتي تعود للعصر البرونزي والعصر الأموي. كما اكتُشف لاحقًا معبد وتمثال يعودان للعصر الحديدي.
بشكلٍ مختصر، تم العثور على لقى أثرية تدل على استطيان الموقع خلال كافة العصور التالية:
1. العصر البرونزي المبكر: أسوار للموقع وخندق على الجانب الغربي
2. العصر البرونزي الوسيط: طبقتان من الآثار وخندق على الجانب الغربي
3. العصر البرونزي الأخير: ثلاث طبقات آثارية، سور وقناة مياه، برج مراقبة، ثلاث مبان سكنية، أختام اسطوانية وعقود.
4. العصر الحديدي الأول (القرن 11-12 ق.م): مبنيان كبيران بأربع غرف وأنشطة زراعية.
5. العصر الحديدي الثاني (القرن 8 - 10 ق.م.) : مدينة محصنة
6. العصر الهلنستي الأخير - العصر الروماني.
7. العصور الرومانية-البيزنطية-الأموية: موقع سكني محصن
8. العصور الإسلاميّة الوسطى: بيوت وأنشطة زراعيّة
9. العصور الإسلامية الأخيرة(الأيوبية-المملوكية): بيوت وأنشطة زراعيّة
10. العصر العثماني: بيوت وأنشطة زراعيّة.

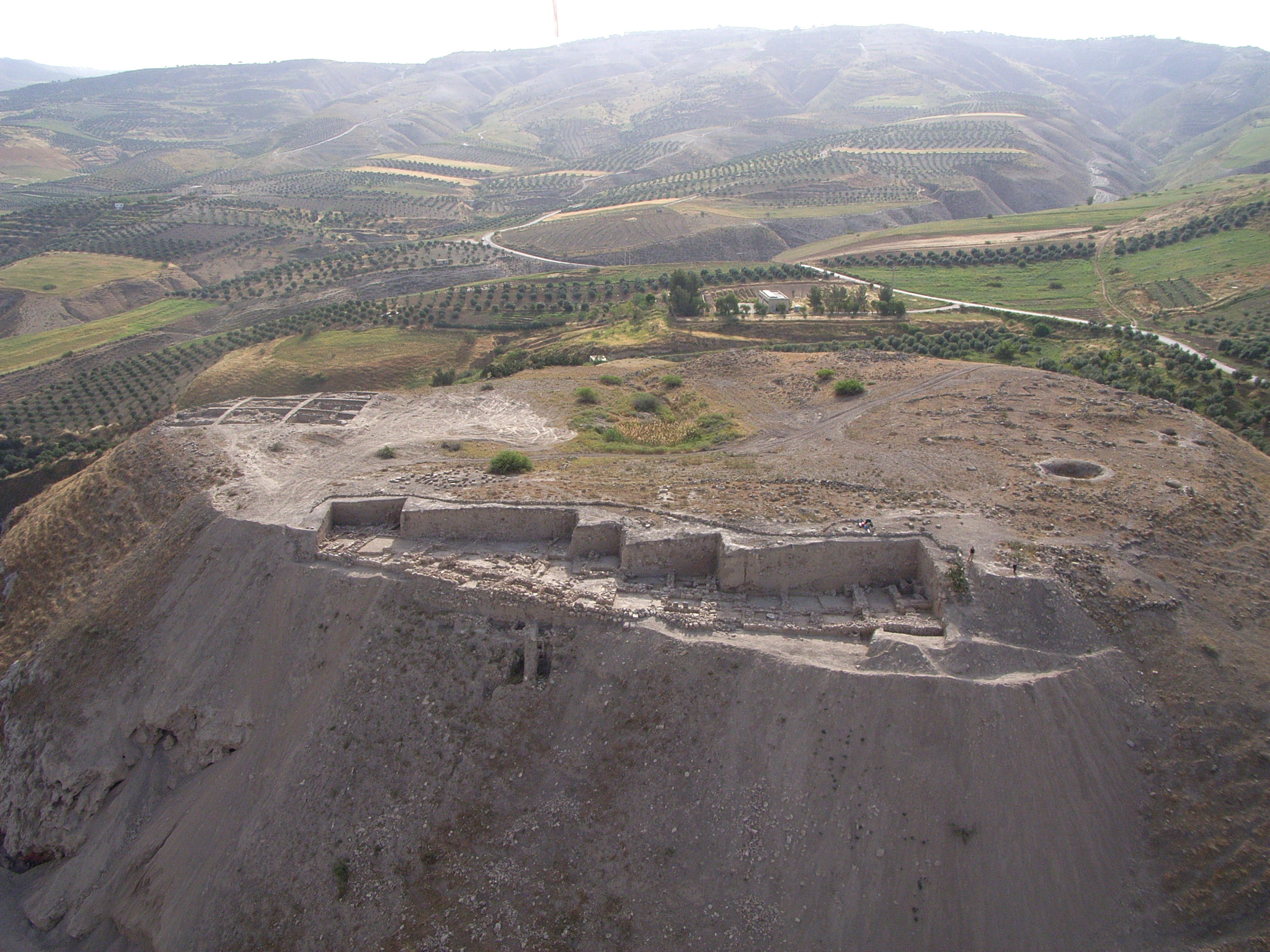
صورة للتل من الغرب بإتجاه الشرق تظهر الحفريات